# Dionysius Lardner
Dionysius Lardner, född 3 april 1793, död 29 april 1859, var en brittisk matematiker.
Lardner var 1828-40 professor vid University College London, och var senare bosatt i Paris. Han har utgett Treatise on algebraical geometry (1823), On the differential and the integral calculus (1827) samt ett rikhaltigt verk, Cabinet cyklopædia (133 band, 1829-49, 2:a utgåvan 135 band, 1854-).